# Webservice
En webservice (eller web-service) er en it-tjeneste, som kører på en webserver og blev defineret af W3C som "software designet til at understøtte reaktiv kommunikation mellem datamater over et netværk". Den er typisk et Internet kontaktpunkt, som giver adgang til at afvikle programmer eller tilgå data på en webserver, som stiller den konkrete webservice til rådighed.
En webservice kan være baseret på SOAP-protokollen.

## Notes
1. ↑  "Web Services Glossary".